# Język yela
Język yela – język z rodziny bantu, używany w Demokratycznej Republice Konga. Według publikacji z 1977 roku liczba mówiących wynosi ok. 33 tysięcy.